# Passo Cibiana
Der Passo Cibiana (1530 m s.l.m., auch Forcella Cibiana, ladinisch: Foržela Žubiana oder Dèona) ist ein Straßenpass in den östlichen Dolomiten (Italien) und befindet sich in der Provinz Belluno der Region Venetien. Die enge, auch im Winter geöffnete Straße verbindet auf einer Strecke von ca. 20 km und bei einer maximalen Steigung von 15 % das Valle del Boite (Ampezzaner Dolomiten) über das namensgebende Dorf Cibiana di Cadore im Nordosten des Passes mit dem Val di Zoldo im Südwesten. An der Passhöhe befindet sich das ganzjährig geöffnete Gasthaus Rifugio Remauro.
Im Norden des Passes liegen der Monte Pelmo (3168 m s.l.m.) und der Monte Rite (2183 m s.l.m.). Der Monte Rite kann von der Passhöhe aus auf einer alten Kriegsstraße erreicht werden und bietet einen hervorragenden Panoramablick auf die umliegenden Gipfel. Das Befahren der Straße ist heute nur Fahrrädern und Jeep-Taxis erlaubt. Der Gipfel war im Ersten Weltkrieg (Dolomitenkrieg 1915–1917) von großer strategischer Bedeutung, so dass auf ihm das Sperrfort Monte Rite errichtet wurde. Im Jahre 2002 eröffnete der Südtiroler Extrembergsteiger Reinhold Messner im ehemaligen Fort das Mountain Museum Dolomites.

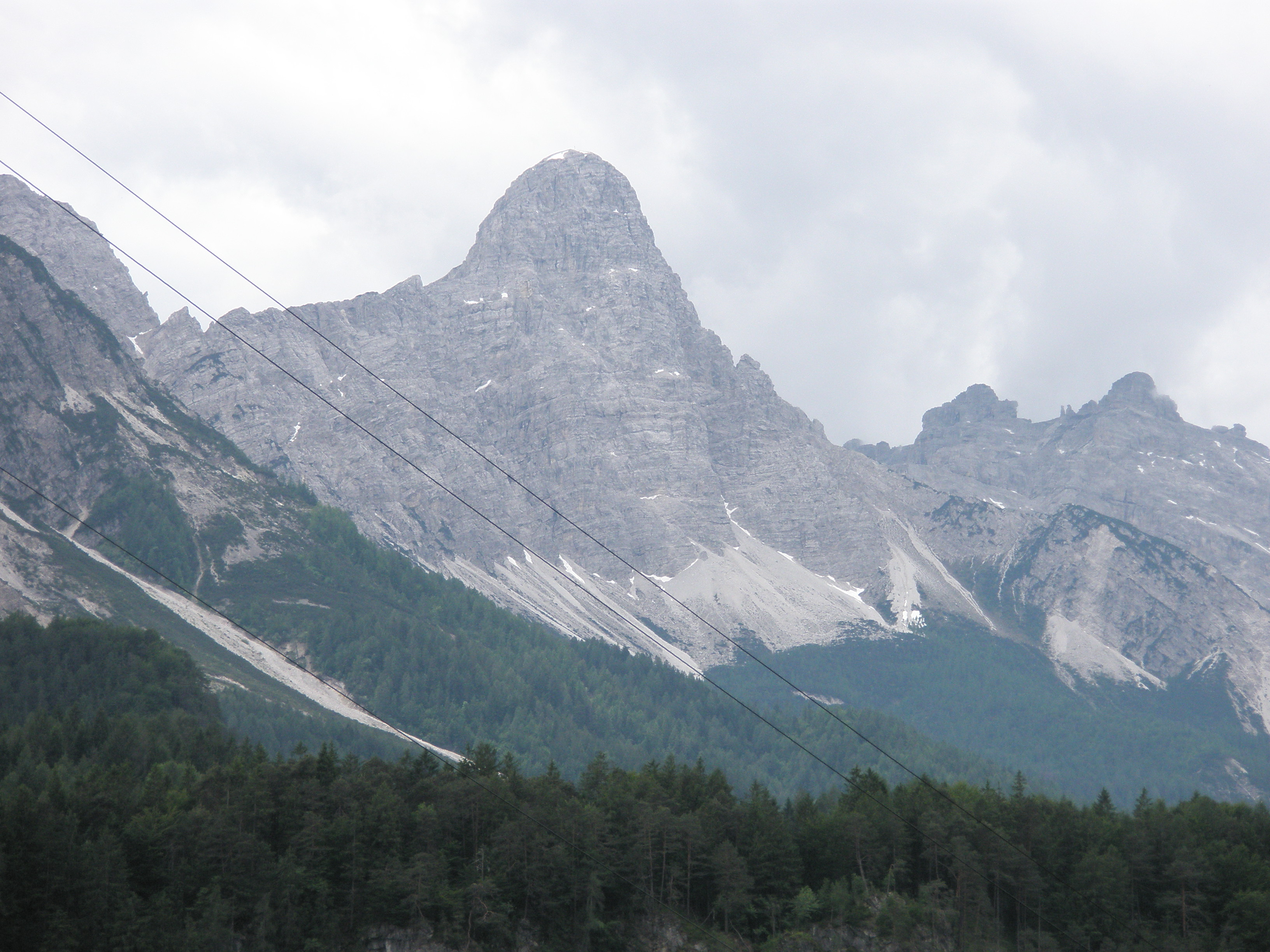
Sassolungo di Cibiana

Südlich des Passes befindet sich die Bosconero-Gruppe mit ihren schroffen Felsgipfeln (Sassolungo di Cibiana, 2413 m s.l.m.; Sasso di Toanella, 2430 m s.l.m.; Rocchetta Alta di Bosconero, 2412 m s.l.m.; Sfornioi, 2425 m s.l.m.). Der Passo Cibiana wird im Rahmen des Dolomiten-Höhenweges 3 überschritten, der von Norden kommend, durch die Bosconero-Gruppe bis nach Longarone im Val Piave führt.

## Radsport
Der Giro d’Italia überquerte den Passo Cibiana erstmals im Jahr 1966. Er stellte die vorletzte Steigung der 20. Etappe dar, die von Moena über 215 Kilometer nach Belluno führte. Im Jahr 1970 wurde erneut die anspruchsvollere Ostauffahrt von Venas di Cadore befahren, ehe im Jahr 1988 erstmals die Westauffahrt von Val di Zoldo genutzt wurde. Die bislang letzte Auffahrt erfolgte im Jahr 2011 erneut aus Richtung Westen, wobei auf der Passhöhe eine Bergwertung der 2. Kategorie abgenommen wurde. Im Jahr 2023 führte der Giro d’Italia im Rahmen der 18. Etappe wieder über die Ostauffahrt und wurde als Anstieg der 1. Kategorie klassifiziert. Die Bergwertung sicherte sich der Franzose Thibaut Pinot.
| Jahr | Etappe     | Bergwertung  | Fahrer           | Auffahrt |
| ---- | ---------- | ------------ | ---------------- | -------- |
| 1966 | 20. Etappe | GPM          | unbekannt        | Ost      |
| 1970 | 18. Etappe | GPM          | Italo Zilioli    | Ost      |
| 1988 | 19. Etappe | GPM          | Stefano Giuliani | West     |
| 2011 | 15. Etappe | 2. Kategorie | Stefano Garzelli | West     |
| 2023 | 18. Etappe | 1. Kategorie | Thibaut Pinot    | Ost      |